# Carex kreczetoviczii
Carex kreczetoviczii là một loài thực vật có hoa trong họ Cói. Loài này được T.V.Egorova mô tả khoa học đầu tiên năm 1959.